# Стадакона
Стадако́на (англ. Stadacona; Стадаконэ́, фр. Stadaconé) — поселение лаврентийских ирокезов, существовавшее в первой половине XVI века на территории современного канадского города Квебек.

## История
Французский исследователь и мореплаватель Жак Картье во время своего путешествия по реке Святого Лаврентия достиг деревни Стадакона в июле 1534. В то время его возглавлял вождь по имени Донакона, который показал Картье пять скальпов, снятых в войне против соседнего народа тудаман, который незадолго до того напал на одно из их укреплений и убил 200 человек. Несмотря на протесты жителей деревни, Картье взял в плен некоторых из них, включая вождя, но позже отпустил Донакона. Последний согласился, чтобы двое его сыновей, Taignoagny и Domagaya, отправились вместе с Картье во Францию на год.
Картье вернулся в Стадакону вместе с сыновьями вождя Донаконы во время своего очередного плавания в 1535—1536 гг., и тогда же записал слово, которое они использовали для обозначения своего родного поселения: «они называют город Каната» (Канада). Во время зимовки Картье и его экипаж были фактически спасены жителями Стадаконы, которые знали, как готовить витаминный отвар в качестве лекарства от цинги, которая разразилась среди ирокезов, а затем и французов, от чего уже погибла четверть команды Картье. Той же зимой более 50 ирокезов в деревне умерли от болезней, занесённых европейцами. После этого Картье схватил Донакона, его сыновей и семь других жителей, и опять отправил их во Францию, где девять из десятерых умерли. Никто из них не вернулся в родные места. Пять лет спустя Картье вернулся в Стадакону в 1543 г. и обнаружил, что деревня была заброшена и уничтожена неизвестным противником, вероятно, могавками из конфедерации ирокезов или Хауденосауни (пяти племён), обитавшими южнее, близ озера Онтарио.
В 1608 году Самуэль де Шамплен на месте заброшенного посёлка основал факторию Л'Абитасьон, ставшую в итоге городом Квебек.